# George W. Malone
George W. Malone (Fredonia, 1890. augusztus 7. – Washington, 1961. május 19.) az Amerikai Egyesült Államok szenátora (Nevada, 1947–1959).